# Jöns Tordsson Bonde
Jöns Tordsson Bonde, död 1566, var en svensk godsägare och riksråd.

## Biografi
Jöns Tordsson Bonde var son till riksrådet Tord Magnusson Bonde av släkten Bonde och Ingrid Amundsdotter. Han blev 1548 häradshövding i Åse härad. Bonde blev 1560 ryttmästare vid Västgöta rytteri och var 1561 medlem i riksrådet. Han dubbades till riddare vid kung Erik XIV:s kröning 29 juni 1561. Bonde blev 30 august samma år ståthållare över Västergötland. Han avled 1566 i pesten och begravdes i Rackeby kyrka.

### Egendom
Bonde ägde gårdarna Bordsjö, Traneberg och Stensholm i Rackeby socken. Förutom nämnda gårdar ägde han 36 gårdar i Västergötland, 28 i Småland, 9 i Värmland och 12 i Östergötland.

### Familj
Bonde gifte sig första gången med Märta Posse född i adelsättn Posse. Hon var dotter till riksrådet Axel Nilsson Posse och Anna Axelsdotter (Vinstorpaätt). De fick tillsammans barnen Anna Bonde som var gift med Olof Nilsson till Hinseberg, ståthållaren Tord Bonde (död 1628), Ingeborg Bonde (död 1587) som var gift med riksrådet Olof Gustafsson (Stenbock), marskalken Filip Bonde (1552–1588), Axel Bonde, Moritz Bonde och Erik Bonde.
Bonde gifte sig andra gången med Klara Birgersdotter (1536–1566). Hon var dotter till riksrådet Birger Nilsson (Grip) och Brita Joakimsdotter Brahe. De fick tillsammans dottern Ingel Bonde (död 1604) som var gift med häradshövdingen Axel Johansson (Natt och Dag).